# Phare de Leading Point

Le phare de Leading Point (en anglais : Leading Point Light) est un phare situé à l'entrée du chenal de Brewerton menant au port de Baltimore  en baie de Chesapeake dans le Comté d'Anne Arundel, dans le Maryland. Il servait de feu directionnel arrière avec le phare de Hawkins Point. Il fut remplacé, en 1924, par une tour métallique à claire-voie qui est toujours en activité.

## Historique
Ce feu d'alignement avant a été construit en 1868 dans le cadre d'un projet visant à marquer le canal de Brewerton, qui avait été creusé dans les années 1850 pour fournir un chenal fixe en eau profonde au port de Baltimore.
Dans sa forme, il ne ressemblait à aucun autre phare de la région. C'était une maison en brique avec une petite tour tenant la lanterne surmontée d’un haut mât supportant un gros ballon comme marque du jour .
En 1924, la maison fut enlevée et une tour métallique à claire-voie, avec une galerie, fut érigée sur une fondation en fer. Ce feu continue de servir de feu directionnel. Il émet une lumière verte continue, jour et nuit.
Identifiant : ARLHS : USA-1104 ; USCG : 2-8155 ; Admiralty : J2251.1 . 

### Lien connexe
- Liste des phares du Maryland